# Rajko Lotrič
Rajko Lotrič, slovenski smučarski skakalec, * 20. avgust 1962, Jesenice.
Lotrič je za Jugoslavijo nastopil na Zimskih olimpijskih igrah 1988 v Calgaryju, kjer je na srednji skakalnici osvojil 26. mesto. V svetovnem pokalu se je med 1979/80 in 1989/90 petindvajsetkrat uvrstil med dobitnike točk, šestkrat od tega med najboljšo deseterico. Največji uspeh kariere in edino uvrstitev na stopničke je dosegel 27. marca 1988 z drugim mestom na Bloudkovi velikanki v Planici. Na svetovnih prvenstvih je dosegel 34. mesto na veliki skakalnici in 46. na srednji leta 1982 v Oslu ter 52. mesto na veliki skakalnici leta 1989 v Lahtiju.